# AOL Sessions Undercover
AOL Sessions Undercover és un EP de 30 Seconds to Mars, llançat al mercat el 13 de març de 2007.

## Crèdits
- Jared Leto - veus, baix
- Tomo Miličević - guitarra

## Llista de cançons[2]
1. Message in a Bottle (Acoustic) - 3:05
2. The Kill (Bury Me) (Acoustic) - 3:54
3. The Story (Acoustic) - 4:00